# زره بالاتنه

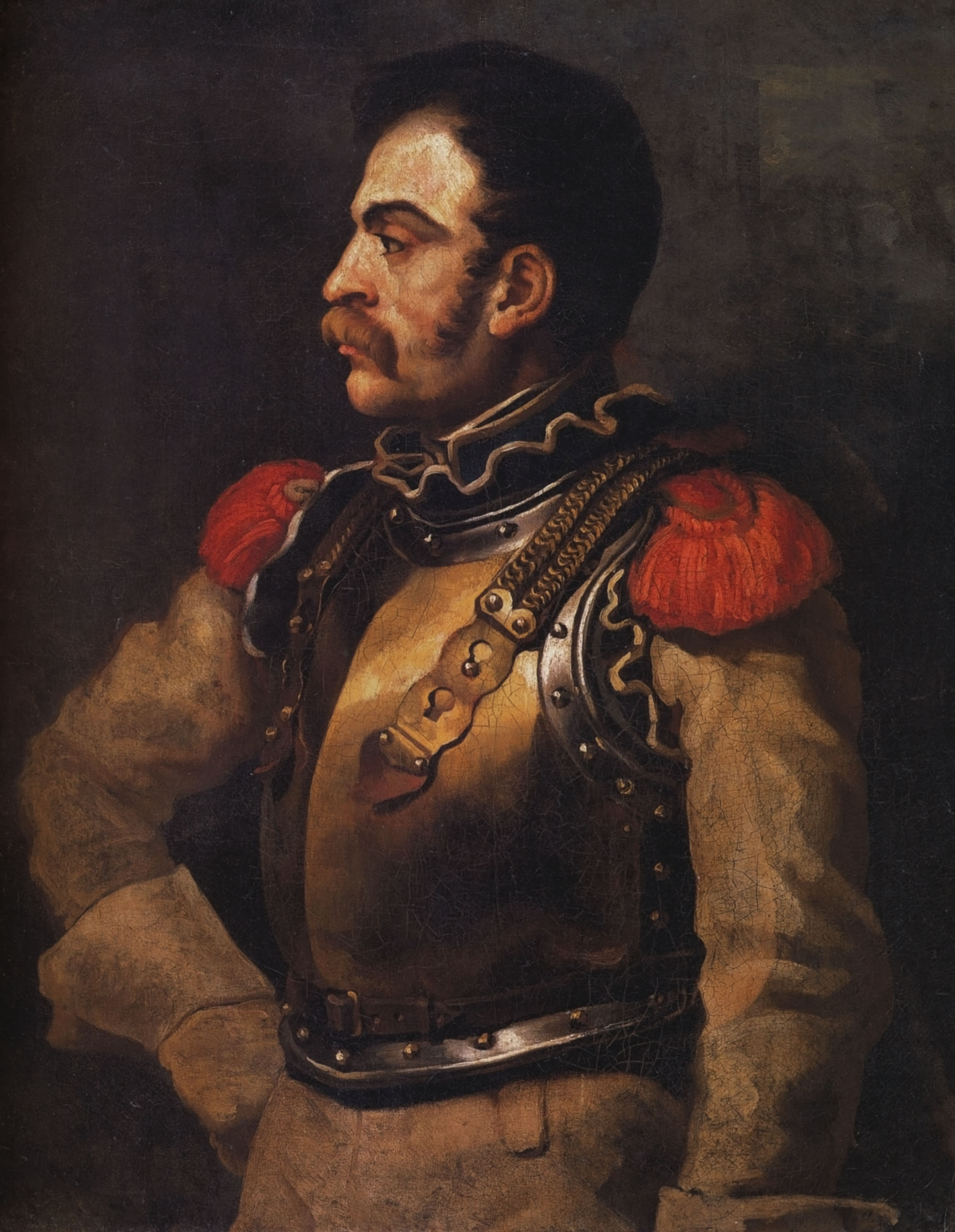
لباسی که توسط Carabinier-à-Cheval پوشیده شده است

زره بالاتنه (‎/kwɪˈræs, kjʊəˈræs/‎ kwih-RASS, kyuu-RASS ; فرانسوی: cuirasse لاتین: coriaceus) یک نوع زره است که نیم‌تنه را می‌پوشاند و از یک یا چند قطعه فلز یا ماده سفت و سخت دیگر تشکیل شده است.
این اصطلاح احتمالاً از کلمه فرانسوی قدیمی cuirace به معنی چرم و کلمه لاتین coriacea گرفته شده باشد. اصطلاح زره بالاتنه (cuirass) عموماً به هر دو بخش زره سینه و زره پشت اشاره دارد؛ در حالی که زره سینه فقط از قسمت جلویی محافظت می‌کند، زره بالاتنه هم از جلو و هم از پشت سر از فرد محافظت می‌کند.